# Japanischer Garten (Bielefeld)
Der Japanische Garten ist eine Gartenanlage am Quellenhofweg 125 im Bielefelder Stadtteil  Bethel.

Sie wurde 2003 nach Plänen des Mainzer Landschaftsarchitekten Hartmut R. Raible angelegt. Raible war von der Deutsch-Japanischen Gesellschaft Bielefeld mit den Entwürfen beauftragt worden. Schirmherren waren der damalige  Kronprinz Naruhito und der damalige Bundespräsident Johannes Rau.
Die Anlage, ein Trockenlandschaftsgarten, ein „Kare-san-sui“, hat etwa 1000 m² Fläche. Zu ihr zählen Steine, Felsen, Skulpturen, Stauden und Gehölze, darunter über 70 Azaleen und Kirschbäume. Sie lehnt sich an den Stil der frühen Edo-Zeit (1603–1868) an.
Der Garten ist mit Ausnahme besonderer Tage nicht begehbar; aber es sind Einblicke durch Pforte und Fenster möglich.